# 1931 County Championship
Navigation
Édition précédente Édition suivante
Le 1931 County Championship fut le trente-huitième County Championship. Le Yorkshire a remporté son quinzième titre de champion.
La méthode de notation des points a été modifiée à nouveau. Quinze points ont été attribués à l'équipe qui a remporté un match et les deux équipes ont obtenu 7,5 points pour un match nul. 

## Classement
| Equipe           | Pld | W  | L  | DWF | DLF | NR | Pts |
| ---------------- | --- | -- | -- | --- | --- | -- | --- |
| Yorkshire        | 28  | 16 | 1  | 4   | 1   | 6  | 287 |
| Gloucestershire  | 28  | 11 | 4  | 7   | 5   | 1  | 219 |
| Kent             | 28  | 12 | 7  | 3   | 3   | 3  | 216 |
| Sussex           | 28  | 10 | 6  | 8   | 1   | 3  | 205 |
| Nottinghamshire  | 28  | 9  | 3  | 9   | 6   | 1  | 202 |
| Lancashire       | 28  | 7  | 4  | 7   | 6   | 4  | 174 |
| Derbyshire       | 28  | 7  | 6  | 8   | 3   | 4  | 170 |
| Surrey           | 28  | 6  | 4  | 7   | 7   | 4  | 162 |
| Warwickshire     | 28  | 6  | 5  | 5   | 7   | 5* | 156 |
| Essex            | 28  | 7  | 11 | 5   | 4   | 1  | 146 |
| Middlesex        | 28  | 5  | 8  | 9   | 2   | 4  | 142 |
| Hampshire        | 28  | 5  | 9  | 4   | 6   | 4  | 129 |
| Somerset         | 28  | 6  | 11 | 2   | 8   | 1  | 128 |
| Worcestershire   | 28  | 5  | 10 | 4   | 7   | 2  | 124 |
| Glamorgan        | 28  | 4  | 11 | 1   | 8   | 4  | 105 |
| Leicestershire   | 28  | 2  | 7  | 7   | 10  | 2* | 103 |
| Northamptonshire | 28  | 2  | 13 | 3   | 9   | 1  | 76  |